# Spartacus (album)
Spartacus is een studioalbum van de Duitse progressieve rockgroep Triumvirat. 

## Inleiding
Het is het eerste studioalbum na hun doorbraak met Illusions on a Double Dimple. Triumvirat kwam in 1975 met een conceptalbum gebaseerd op de Romeinse gladiator Spartacus. Op het album brengt de groep weer hun typische progressieve rock met opvallende toetsinstrumenten,  basgitaar en drumstel in de trant van Emerson, Lake & Palmer ten tijde van Tarkus. Het geheel werd melodieus opgezet in een dreigende dan weer ingetogen sfeer. Ook hier is af en toe een stevige drumpartij te horen in de stijl van Carl Palmer. Een andere overeenkomst met ELP zit hem in de meerdelige opzet van een aantal tracks. Het album werd opgenomen in de EMI-studio’s in Keulen.
Het album werd gestoken in een donkere hoes met een witte muis gevangen in een gloeilamp, die witte muis was ook al te zien op Illusions.

## Samenstelling
- Jürgen Fritz - piano, synthesizers, hammondorgel, Moog- en ARP-synthesizer
- Helmut Köllen - bas, akoestische gitaar, zang
- Hans Bathelt - drums, percussie

## Muziek
1. The Capital Of Power - 3:13 (Frits)
2. The School Of Instant Pain - 6:22
  1. Proclamation (Fritz, Bathelt)
  2. The Gladiator’s Song (Fritz, Bathelt)
  3. Roman Entertainment (Fritz, Bathelt)
  4. The Battle (Fritz)
3. The Walls Of Doom - 3:56 (Fritz)
4. The Deadly Dream Of Freedom - 3:54 (Köllen, Bathelt)
5. The Hazy Shades Of Dawn - 3:09 (Fritz)
6. The Burning Sword Of Capua - 2:41 (Fritz)
7. The Sweetest Sound Of Liberty - 2:35 (Köllen, Bathelt)
8. The March To The Eternal City - 8:46 
  1. Dusty Road (Fritz, Bathelt)
  2. Italian Improvisation (Fritz, Bathelt)
  3. First Success (Fritz, Bathelt)
9. Spartacus - 7:38
  1. The Superior Force Of Rome (Fritz, Bathelt)
  2. A Broken Dream (Fritz)
  3. The Finale (Fritz, Bathelt)

## Nasleep
Het was met Illusions een van de succesvolste albums van de groep, en haalde in de VS zelfs de Billboard top 30 (binnen 200 albums). De band toerde door Europa in het voorprogramma van Grand Funk Railroad, waarbij in Nederland in de Jaap Edenhal werd gespeeld; het voorprogramma werd samen verzorgd met Climax Blues Band.  Köllen vertrok daarna voor een kortdurende solocarrière; hij overleed in 1977.
In 1990 kwam de eerste compact discversie op de markt, waarbij van de credits en/of teksten niets werd overgenomen van het originele album. Op een heruitgave uit 2002 werden als bonusnummers een live-uitvoering van "The Capital of Power" en het nummer "Showstopper" toegevoegd.